# Emilio Fábregas
Emilio Fábregas Berenguer (Barcelona, 19 de noviembre de 1896-ib., 16 de agosto de 1979) fue un actor español de teatro y cine, que participó en treinta y ocho películas entre las décadas de 1940 y 1960.

## Biografía
Formó parte de la compañía de María Guerrero. Fue primer actor de la compañía del Teatro Romea de Barcelona. Durante la época de la posguerra entró en el cuadro escénico de Radio Nacional de España en Barcelona, donde creó, para la campaña anual benéfica, el personaje bilingüe del señor Dalmau, que alcanzó una gran popularidad; especie de señor Esteve irónico y sentencioso, seguía, con el locutor radiofónico Juan Viñas, el esquema clásico del augusto y el clown.
Falleció el 16 de agosto de 1979 a los 82 años de edad.

## Filmografía completa
- ¡Qué familia! (1944)
- Garbancito de la Mancha (voz) (1945)
- Se le fue el novio (1945)
- Oro y marfil (1947)
- Estaba escrito (1949)
- Despertó su corazón (1949)
- Apartado de correos 1001 (1950)
- Mi adorado Juan (1950)
- Rumbo (1950)
- Érase una vez (voz) (1950)
- La mujer de nadie (1950)
- Duda (1951)
- El final de una leyenda (1951)
- El Judas (1952)
- La hija del mar (1953)
- Misión extravagante (1954)
- Relato policíaco (1954)
- El fugitivo de Amberes (1955)
- El golfo que vio una estrella (1955)
- Sucedió en mi aldea (1956)
- Veraneo en España (1956)
- La estrella del rey (1957)
- Manos sucias (1957)
- Un tesoro en el cielo (1957)
- Juanillo, papá y mamá (1957)
- Yo maté (1957)
- El ángel está en la cumbre (1958)
- Pasaporte al infierno: contrabando en la costa (1959)
- Las de Caín (1959)
- Buen viaje, Pablo (1959)
- El emigrante (1960)
- Amor bajo cero (1960)
- La gran familia (1962)